# Carex aequialta
Espèce
Classification phylogénétique
Carex aequialta est une espèce de plantes du genre Carex et de la famille des Cyperaceae.